# Дальневосточные бычки-гимногобиусы
Дальневосточные бычки-гимногобиусы (лат. Gymnogobius) — род лучепёрых рыб семейства бычковых. Максимальная длина тела варьирует от 4,5 (Gymnogobius uchidai) до 15,7 (Gymnogobius macrognathos) см. Обитают в северо-западной части Тихого океана. Демерсальные рыбы, встречаются на глубине от 0 м до 60 м в морских, солоноватых и пресных водах. Поджидают добычу в засаде. Они безвредны для человека, считаются видами вне опасности. Gymnogobius urotaenia и Gymnogobius castaneus являются объектами мелкого коммерческого промысла.

## Виды
На апрель 2024 года в род включают 16 видов:
- Gymnogobius breunigii (Steindachner, 1879) — Дальневосточный бычок Бройнига
- Gymnogobius castaneus (O’Shaughnessy, 1875) — Каштановый дальневосточный бычок
- Gymnogobius cylindricus (Tomiyama, 1936) — Цилиндрический дальневосточный бычок
- Gymnogobius heptacanthus (Hilgendorf, 1879) — Большеглазый дальневосточный бычок
- Gymnogobius macrognathos (Bleeker, 1860) — Большеротый дальневосточный бычок
- Gymnogobius mororanus (Jordan & Snyder, 1901) — Мороранский дальневосточный бычок
- Gymnogobius opperiens Stevenson, 2002 — Полосатый дальневосточный бычок
- Gymnogobius petschiliensis (Rendahl, 1924) — Китайский бычок
- Gymnogobius taranetzi (Pinchuk, 1978) — Дальневосточный бычок Таранца
- Gymnogobius uchidai (Takagi, 1957)
- Gymnogobius urotaenia (Hilgendorf, 1879) — Кольчатый дальневосточный бычок